# Кеті Янг
Кеті Янг (англ. Cathy Young, повне ім'я: англ. Catherine Alicia Young), уроджена Катерина Юнг (рос. Екатерина Юнг), — американська журналістка, письменниця, колумністка, феміністка та блогерка російсько-єврейського походження.

## Життєпис
Народилася в Москві 10 лютого 1963 року. У 17 років з батьками емігрувала з СРСР.
У 1988 році закінчила Ратґерський університет.

## Погляди
Кеті Янг водночас є, як прихильницею, так і критикинею фемінізму в деяких його проявах.
Її дописи охоплюють різні теми в політиці та культурі, приділяючи особливу увагу гендерним проблемам та фемінізму, відображаючи індивідуалістську феміністську перспективу (див. Венді МакЕлрой), часто підтримує правозахисників в розрізі критики наслідування політики ідентичності, пов'язаної з деякими формами фемінізму. Окрім виступів на радіо- та телевізійних шоу, вона виступає з лекціями в кампусах коледжів, а протягом 2001 та 2002 років викладала 3-х тижневий лекційний курс з питань гендеру в коледжі Колорадо.
Кеті Янг є лібертаріанкою, індивідуалістською феміністкою та бере участь у виданні журналу Reason (журнал), в якому постійно публікує статті, де з 2001 по 2007 рік була колумністом. Також вона відома тим, що її фемінізм є фемінізмом справедливості (ліберальний підвид фемінізму), а не надає переваги жінкам, вона часто погоджується з точкою зору активістів різноманітних груп та організацій руху за права чоловіків (англ. Men's rights movement). Вона критикує за відхід від ідей рівності, як феміністок, так і традиціоналістів.
The Washington Post повідомляє, що Кеті Янг написала численні статті, що критикують пропаганду захисту від насильства в кампусах. Наприклад, у «Commentary (magazine)» йдеться, що Кеті Янг повторно досліджує ситуації з сексуальними звинуваченнями, ратуючи за справедливе висвітлення ситуації з різних сторін, щоб не допускати перекосів в цьому важливому для суспільства питанні:
|  | «Жорсткий напад на справедливість» Жорстке (огидне) висвітлення медіа про міфи сексуальних нападів в університетських кампусах від некритичного розповсюдження фальшивих розповідей про зґвалтування, яку підштовхнула адміністрація Обами, посилюючи свою позицію у «війні з жінками», створила у відповідь таке цікаве явище з оприлюдненням фальшивої та розвінченої статистики. Якісні журналісти прагнуть повторно описати історії, сподіваючись встановити «пряму мову», що ж відбулося насправді та мінімізувати деякі неймовірні збитки, зроблені звинуваченнями. |

## Публікації
Співпрацювала з такими ЗМІ: The Daily Targum, The Detroit News (колумніст 1993—2000), The New York Times, The Washington Post, The Philadelphia Inquirer, Reason (magazine), Newsday, The New Republic, The Wall Street Journal, The American Spectator, National Review, Salon.com, The Weekly Standard, The Boston Globe (колумніст), RealClearPolitics.com (з 2008), Newsday (колумніст, 2012).
Також веде власний блог, як на власному сайті, так і на сторонніх соціальних платформах.
- Young's website [Архівовано 11 Червня 2009 у Wayback Machine.]
- Young's blog [Архівовано 4 Січня 2017 у Wayback Machine.]
- Young's collected writings at Reason magazine website [Архівовано 18 Жовтня 2018 у Wayback Machine.]
- Young's Allthink blog
- Cathy Young на сайті IMDb (англ.)
- Публікації на C-SPAN

## Книги
Юнг є автором двох книг:
- Growing Up In Moscow: Memories of a Soviet Girlhood (1989) (ISBN 0-7090-4130-6)/«Як я росла в Москві: спогади радянської дівчинки»
- Ceasefire!: Why Women and Men Must Join Forces to Achieve True Equality (1999) (ISBN 0-684-83442-1)/«Припинення вогню: чому жінки і чоловіки повинні об'єднатися, якщо вони хочуть досягти реальної рівності».